# 科涅茨波尔
科涅茨波尔是波兰西里西亚省琴斯托霍瓦县的一个镇。
波兰-立陶宛联邦时期，科涅茨波尔是科涅茨波尔斯基家族的所在地。